# 坂本三十次
坂本 三十次（さかもと みそじ、1923年〈大正12年〉1月22日 - 2006年〈平成18年〉3月19日）は、日本の政治家。
衆議院議員（11期）。内閣官房長官（第53代）、労働大臣（第46代）を歴任。位階勲等は正三位勲一等旭日大綬章。

## 来歴・人物
石川県鳳至郡（現鳳珠郡）穴水町出身。金沢一中、四高、1947年東北帝国大学法学部卒。1948年に石川県教育委員となる。
1967年、第31回衆議院議員総選挙に初当選（当選同期に山下元利・増岡博之・加藤六月・塩川正十郎・河野洋平・中尾栄一・藤波孝生・武藤嘉文・塩谷一夫・山口敏夫・水野清など）。以来連続当選11回。自民党内では傍流と呼ばれた三木→河本派に所属。三木武夫直系の硬骨漢、河本敏夫の側近として派内で重きをなす。
環境庁政務次官、自民党外交部会長、衆議院文教委員長などを経て、1983年に第2次中曽根内閣の労働大臣として初入閣。
1989年、宇野内閣総辞職後の自民党総裁選では竹下派主導による海部俊樹の擁立に反対し、河本派内で三木直系として知られる鯨岡兵輔とともに最後まで領袖の河本擁立を主張した。そのため河本の後押しで第2次海部内閣の内閣官房長官に就任した際は、「坂本官房長官は海部首相とそりが合わないのでは？」という声もあがったが、「竹下派による傀儡政権」との疑念もあった海部政権に「三木精神」を注ぎ込むことに尽力し名声を得た。
1996年に勲一等旭日大綬章を受章。2000年に政界を引退。趣味は剣道で七段の腕前であった。石川県剣道連盟会長を務めた。全日本剣道連盟から剣道功労賞を受賞。
2006年3月19日、胃癌のため石川県穴水町の病院で死去。83歳。同日附を以って正三位に叙される。

## 親族
- 坂本明（さかもと・あきら）元・穴水町長（2006年引退）は長男。
- 坂本林太郎（さかもと・りんたろう）は孫（明の長男）。

## 選挙歴
| 当落 | 選挙                   | 執行日         | 年齢 | 選挙区       | 政党       | 得票数    | 得票率 | 定数 | 得票順位 /候補者数 | 政党内比例順位 /政党当選者数 |
| ---- | ---------------------- | -------------- | ---- | ------------ | ---------- | --------- | ------ | ---- | ------------------ | ---------------------------- |
| 落   | 第29回衆議院議員総選挙 | 1960年11月20日 | 37   | 旧石川2区    | 無所属     | 2万7061票 | 13.58% | 3    | 4/8                | /                            |
| 落   | 第30回衆議院議員総選挙 | 1963年11月21日 | 40   | 旧石川2区    | 無所属     | 3万2501票 | 16.40% | 3    | 4/7                | /                            |
| 当   | 第31回衆議院議員総選挙 | 1967年01月29日 | 44   | 旧石川2区    | 自由民主党 | 5万5680票 | 30.75% | 3    | 1/6                | /                            |
| 当   | 第32回衆議院議員総選挙 | 1969年12月27日 | 46   | 旧石川2区    | 自由民主党 | 4万4679票 | 23.47% | 3    | 2/7                | /                            |
| 当   | 第33回衆議院議員総選挙 | 1972年12月10日 | 49   | 旧石川2区    | 自由民主党 | 4万8869票 | 22.97% | 3    | 3/5                | /                            |
| 当   | 第34回衆議院議員総選挙 | 1976年12月05日 | 53   | 旧石川2区    | 自由民主党 | 6万4506票 | 29.06% | 3    | 1/6                | /                            |
| 当   | 第35回衆議院議員総選挙 | 1979年10月07日 | 56   | 旧石川2区    | 自由民主党 | 5万4780票 | 25.98% | 3    | 2/5                | /                            |
| 当   | 第36回衆議院議員総選挙 | 1980年06月22日 | 57   | 旧石川2区    | 自由民主党 | 5万6191票 | 25.66% | 3    | 3/7                | /                            |
| 当   | 第37回衆議院議員総選挙 | 1983年12月18日 | 60   | 旧石川2区    | 自由民主党 | 5万3536票 | 26.14% | 3    | 2/6                | /                            |
| 当   | 第38回衆議院議員総選挙 | 1986年07月06日 | 63   | 旧石川2区    | 自由民主党 | 8万6198票 | 44.81% | 2    | 2/3                | /                            |
| 当   | 第39回衆議院議員総選挙 | 1990年02月18日 | 67   | 旧石川2区    | 自由民主党 | 6万6305票 | 28.95% | 2    | 2/5                | /                            |
| 当   | 第40回衆議院議員総選挙 | 1993年07月18日 | 70   | 旧石川2区    | 自由民主党 | 7万609票  | 36.71% | 2    | 2/4                | /                            |
| 当   | 第41回衆議院議員総選挙 | 1996年10月20日 | 73   | 比例北陸信越 | 自由民主党 |           |        | 13   | /                  | 5/5                          |